# Walton-on-Thames
Walton-on-Thames is een plaats en civil parish in het bestuurlijke gebied Elmbridge, in het Engelse graafschap Surrey met 22834 inwoners. Walton-on-Thames ligt op de zuidelijke oever van de Theems.

## Geboren in Walton-on-Thames
- Julie Andrews (1935), zangeres, actrice, musicalartieste en schrijfster van kinderboeken
- Nick Lowe (1949), singer-songwriter en producer